# جکی‌چاند سینگ
جکی‌چاند سینگ (انگلیسی: Jackichand Singh؛ زادهٔ ۱۷ مارس ۱۹۹۲) بازیکن فوتبال اهل هند است.
از باشگاه‌هایی که در آن بازی کرده‌است می‌توان به باشگاه فوتبال مومبای سیتی اشاره کرد.
وی همچنین در تیم ملی فوتبال هند بازی کرده‌است.